# Аитана Бонмати
Аитана Бонмати Конка (шп. Aitana Bonmatí Conca; Виланова и Ђелтру, 18. јануар 1998) је шпанска фудбалерка и чланица женске „А” репрезентације Шпаније.
Наступа за сениорску репрезентацију Шпаније од 2017. године. Такође је представљала Каталонију. Сматра се једном од најбољих играчица у женском фудбалу, а освојила је Златну лопту и награду за најбољу ФИФА играчицу за сезону 2022/23.

## Клупска каријера
Бонмати је у екипи Барселоне од 2012. године, развијала се кроз Барселонину фудбалску академију Ла Масију шест година. За први тим Барселоне је дебитовала уочи сезоне 2016/17. Године 2019. играла је прво финале УЕФА женске Лиге шампиона у историји Барселоне, а касније током године је први пут проглашена за каталонску играчицу године.
Током сезоне 2020/21, Бонмати је била од суштинског значаја за Барселонин успех и за освајање троструког трофеја. Имала је један од најзапаженијих наступа у каријери у финалу УЕФА Лиге шампиона за жене 2021. године, постигавши трећи гол Барселоне и проглашена је за МВП финала. У сезони 2022/23, побољшала је своје голгетерско умеће, постигла је 19 голова у свим такмичењима и довела свој тим до још једне дупле круне и Лиге шампиона.

## Репрезентативна каријера
Постигла је успех у женским тимовима Шпаније до 17, до 19 и до 20 година. Освојила је два УЕФА омладинска првенства — 2015. са репрезентацијом до 17 година и 2017. са тимом до 19 година — и била је вицешампион на два ФИФА омладинска светска првенства за жене — 2014. са млађима од 17 година и 2018. са екипом до 17 година. Прешла је у сениорски национални тим 2017. године, наступала за Шпанију на Светском првенству за жене 2019. и Европском првенству за жене 2022. пре него што је имала главну улогу на Светском првенству 2023, где је такође освојила Златну лопту као најбоља играчица турнира. Године 2024. освојила је Лауреус спортску награду за спортисткињу године и постала прва фудбалерка која је освојила ову награду.

## Трофеји и признања
Шпанија
- Светско првенство: 2023.

Појединачне награде
- Златна лопта Светског купа за жене: 2023.
- УЕФА играчица године: 2022/23.
- Златна лопта: 2023.
- Најбоља ФИФА играчица: 2023.
- ФИФПро World XI жене: 2023.
- Најбоља спортисткиња света Лауреус академије: 2023.